# كونال كوهلي
كونال كوهلي مخرج ومنتج وممثل وكاتب في بوليود . اشتهر كمخرج . كما أنه يمتلك شركة الإنتاج Kunal Kohli Productions ، والتي كان أولها Thoda Pyaar Thoda Magic (2008).  
لقد صنع 4 أفلام لشرك ياش راج فيلم المملوكة للراحل ياش شوبرا . كان فيلمه الأول تحت رايتهم هو الكوميديا الرومانسية موجيس دوجيت كارجو (2002) والذي لم يكن جيدًا في شباك التذاكر على الرغم من الضجيج الكبير. قام ببطولته راني موخرجي وهريثيك روشان وكارينا كابور .